# Johann von Sievers (General, 1778)

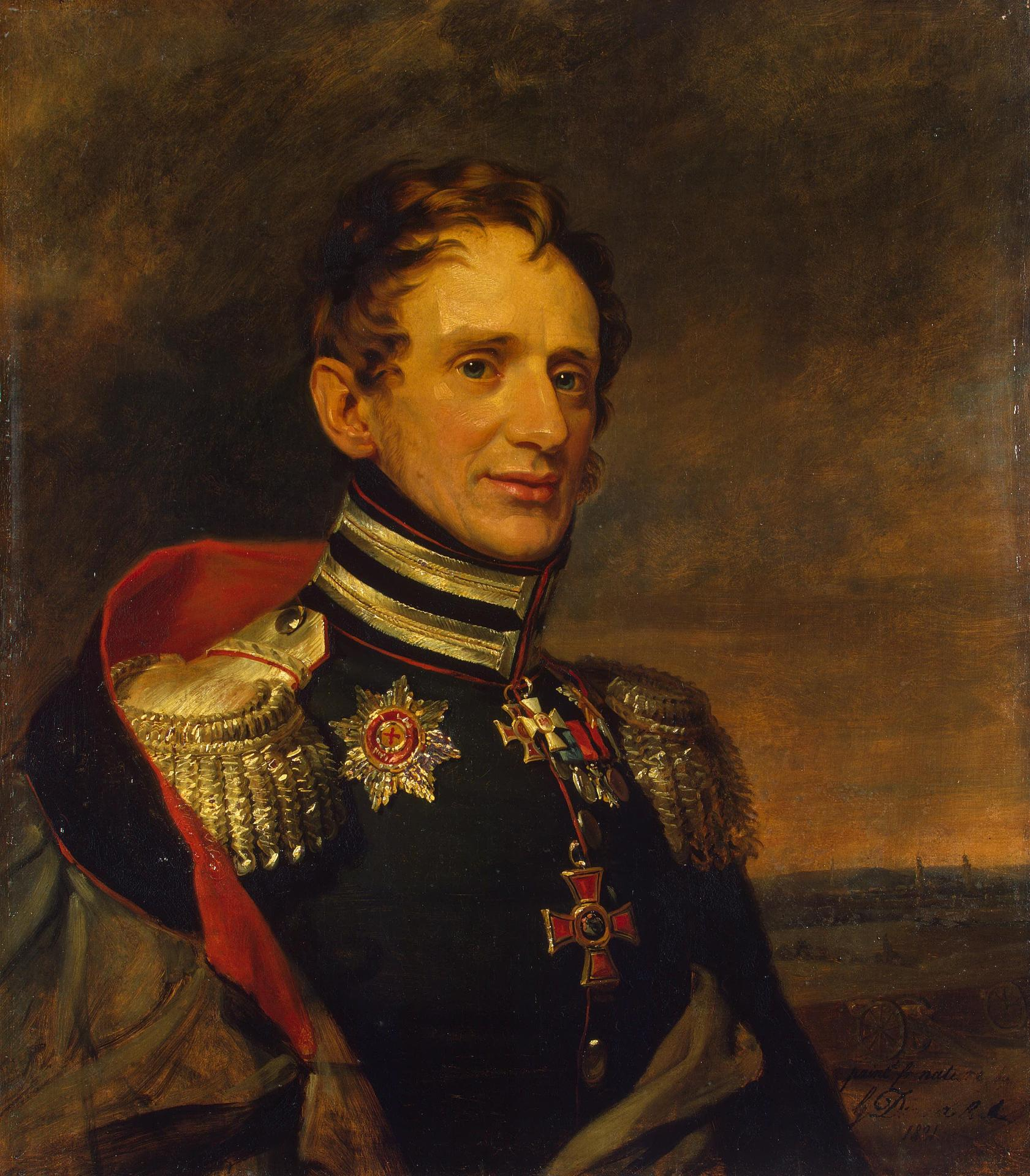
General Johann Graf v. Sievers (1815)

Johann Joachim Georg Graf von Sievers (russisch Егор Карлович Сиверс/Jegor Karlowitsch Siwers; * 16. Augustjul. / 27. August 1778greg. in Wenden, Livland; † 18. Junijul. / 30. Juni 1827greg. in Sankt Petersburg) war ein russischer General und Ingenieur deutsch-baltischer Herkunft.

## Leben

### Herkunft und Familie
Er war der Sohn des Grafen Karl Eberhard von Sievers (1745–1821) und der Freiin Martha von Mengden (1748–1837).
Nachkommen:
- Martha Marie (1818–1904) ⚭ mit Georg v. Weiß (russischer Gutsherr)
- Juliane (1820–1901) ⚭ mit Anton Scalon (russischer General)
- Anna (1822–1892)
- Charlotte (1824–1899) ⚭ mit Gustav v. Berg
- Nikolai (1826–1910) russischer Geheimrat ⚭ mit Elisabeth v. Ceumern

### Werdegang
Johann von Sievers studierte an den Universitäten Göttingen und Dorpat. Als General und Chef-Ingenieur der Großen Russischen Armee kämpfte er unter dem Kommando von Fürst Ludwig Adolf Peter zu Sayn-Wittgenstein gegen die französische Armee. Er nahm allein im Jahre 1813 an folgenden Schlachten teil: Bautzen, Großgörschen und Dresden. 1814 wurde er direkt dem Generalfeldmarschall Fürst Barclay de Tolly unterstellt und kommandierte in der Schlacht bei Brienne gegen Napoleon.
Nach dem Krieg leitete er verschiedene Militär- und Ingenieurschulen in Russland. Am 1. September 1822 wurde Sievers zum Mitglied des Rates für Verkehrswege berufen. 1826 wurde er aufgrund seiner Verdienste für das russische Ingenieurwesen zum Ehrenmitglied der Kaiserlichen Akademie der Wissenschaften ernannt. Er starb am 18. Juni 1827 in Sankt Petersburg.